# Le Tâtre
Le Tâtre è un comune francese di 357 abitanti situato nel dipartimento della Charente, nella regione della Nuova Aquitania.

## Società

### Evoluzione demografica
Abitanti censiti